# عبد السلام شاه
عبد السلام شاه (توفي سنة 1493/1494 م) هو الإمام الثالث والثلاثون من فرع قاسم شاه من الطائفة الإسماعيلية النزارية.

## الحياة
كان اسمه الأصلي محمود، ويقال إنه حصل على الاسم الشرفي "عبد السلام". عن أبيه المستنصر بالله الثاني، لما أظهره من حكمة. وتذكر رسالة أحد الشعراء المعاصرين أنه كان يُعرف أيضًا باسم «سلام الله».
وقد خلف والده بعد وفاته في حوالي ق. 1480 م، في أنجدان. ووفقًا للتقاليد النزارية الشفوية، توفي عام 1493/1494 م وخلفه ابنه غريب ميرزا. ومثل والده، حاول إقناع المجتمعات النزارية من فرع محمد شاهي (المأموني) المنافس في بدخشان وأفغانستان بالاعتراف بقيادته.

## الأعمال
ويُنسب إليه عدد من المؤلفات:
- أشهرها قصيدةٌ تُردد كثيرًا موجهةٌ إلى "طالبي الوحدة الروحية"، أي الساعين إلى المعرفة الإلهية. ووفقًا لعبد السلام شاه، لا يتحقق ذلك إلا بالخضوع التام لإرادة الإمام وتوجيهه، فهو وحده المطلع على حقائق القرآن الخفية والباطنية.[5]
- "خمسة أحاديث ألقاها شاه الإسلام (Panj Sukhan kih Hadrat-i Shah Islam farmuda and)، وهي مقالة موجزة عن الالتزامات الأخلاقية والشعائرية للمؤمنين.[6]
- فرماني شاه عبد السلام ('مرسوم الإمام عبد السلام')، الذي كُتب في عام 1490 وموجه، وفقًا لفلاديمير إيفانوف، إلى أتباع محمد شاهي في بدخشان وكابول.[7] وفقًا لشفيق وراني، هذا هو "المصدر القاسم شاهي الوحيد المعروف الذي يشهد صراحةً على التنافس بين الخطين" من أئمة النزارية، ولكن مكانه الحالي غير معروف.[7]
- باندي العز شاه عبد السلام شاه مستنصر بالله (Bandi az Shah Abd al-Salam Shah Mustansir bi'llah )، والتي قد تكون هي نفسها قصيدة "طالبي الاتحاد".[7]